# Grewia flavicans
Grewia flavicans là một loài thực vật có hoa trong họ Cẩm quỳ. Loài này được Boivin ex Baill. mô tả khoa học đầu tiên năm 1886.